# Jan Vanriet
Jan Louis Lucien Van Riet, (Antwerpen 21 februari 1948) is een Belgisch kunstenaar.
Hij is in de eerste plaats een figuratief kunstschilder en dichter. Daarnaast is hij onder andere auteur, columnist, illustrator, ontwerper, tekenaar, curator en monumentaal schilder. Hij wordt genoemd als een van de belangrijkste hedendaagse Belgische kunstenaars.
Hij is vooral gekend voor zijn geëngageerde werken over de gruwel van politieke vervolgingen in de 20ste eeuw, in het bijzonder de concentratiekampen in de Tweede Wereldoorlog.  
Zijn werken zijn opgenomen in verschillende musea en collecties in België en in het buitenland. Hij kreeg in 2001 de Van Acker Prijs. Hij woont en werkt in Antwerpen.  

## Stijl
In al zijn werken is een boodschap aanwezig. Stijl en verhaal zijn voor hem even belangrijk en met elkaar verbonden. Zijn werken zijn figuratief, realistisch en verhalend. De stijl is wisselend en bepaald door het thema, variërend van licht impressionistisch tot donker geometrisch. Zijn werken kenmerken zich door een melancholische sfeer.

## Jeugd en opleiding
Jan Vanriet groeide op in Hoboken. Zijn vader, zijn moeder, zijn grootmoeder en zijn oom Lucien, de tweelingbroer van zijn moeder, maakten in de Tweede Wereldoorlog deel uit van het verzet en werden opgepakt en gedeporteerd naar de concentratiekampen Mauthausen en Ravensbrück.   Zijn ouders leerden er elkaar kennen en werden na de oorlog socialistische militanten. Als kind werd hij bijna dagelijks geconfronteerd met getuigenissen van zijn ouders over arrestaties, deportaties en de concentratiekampen tijdens de oorlog. De gruweldaden door politieke regimes in de twintigste eeuw, in het bijzonder de concentratiekampen, zou later het belangrijkste thema van zijn werk worden. Zijn vader, Victor Van Riet, werd schepen voor de socialistische partij in Hoboken. Jan Vanriet zou later zelf dit socialistische engagement op een militante manier verder zetten tot hij er rond 2010, gedegouteerd door de politieke actualiteit, afstand van nam. 

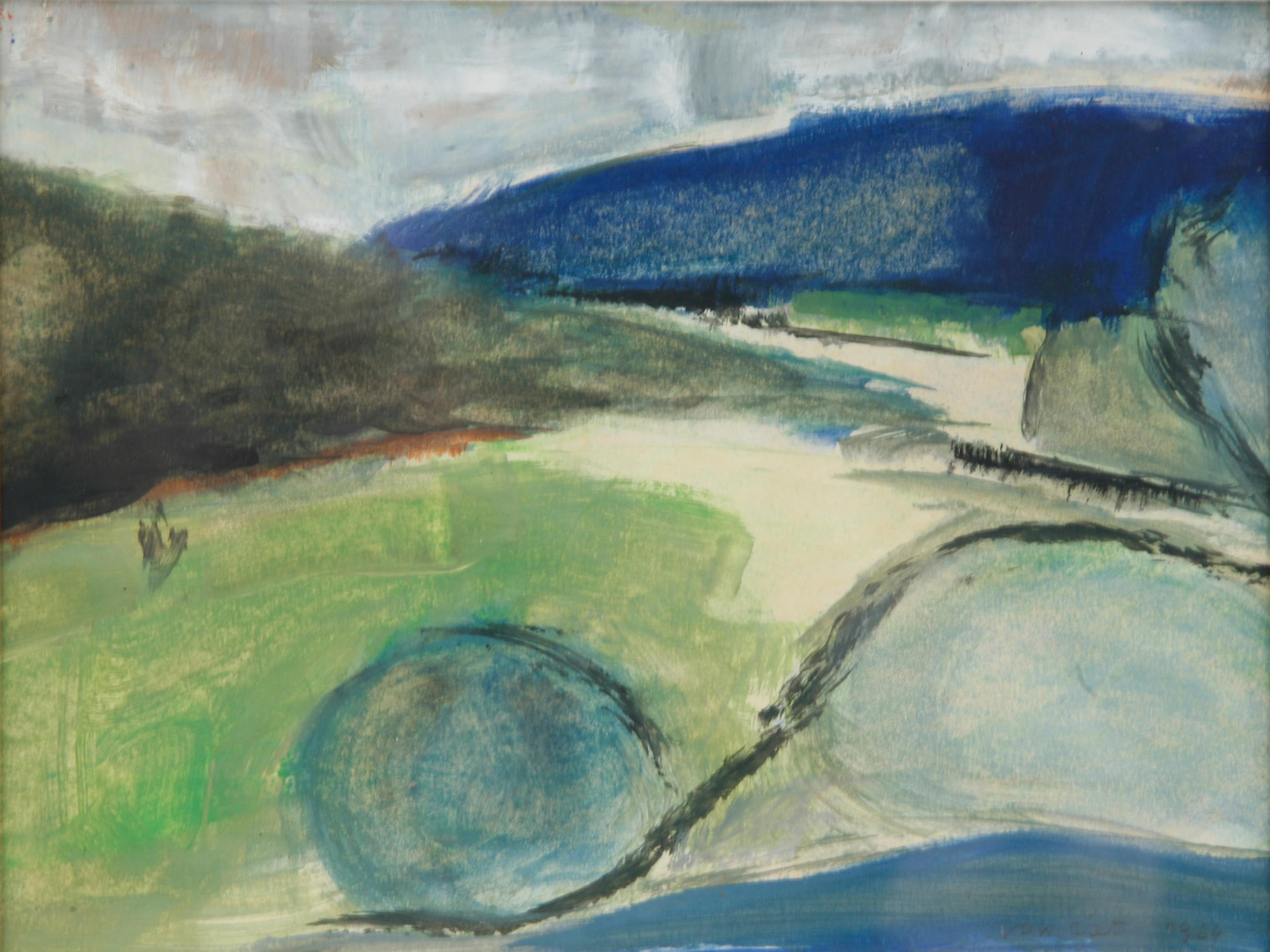
Jan Vanriet, Bohemia, 1966

Hij deed zijn middelbare studies aan het Koninklijk Atheneum van Hoboken, waar de kunstcriticus Marcel van Jole een van zijn leraren was. Tijdens een bezoek aan Praag in 1965 maakte hij kennis met de avant-garde grafisch kunstenaar Pravoslav Sovak uit Zuid-Bohemen, die hem het volgende jaar uitnodigde voor een stage in zijn atelier. Van Riet schilderde er een reeks landschappen. Pravoslav Sovak werd zijn mentor, ze werden vrienden voor het leven.
In 1968 volgde Vanriet lessen schilderkunst aan de Koninklijke Academie voor Schone Kunsten in Antwerpen. Als jonge kunststudent en debuterend dichter was Van Riet een van de bezielers van de "Anti Censuur Protest Read-In" in maart in het Majestic Theater in Antwerpen en in mei in het Paleis voor Schone Kunsten in Brussel (Bozar), de actie van schrijvers tegen de literaire censuur in België. In deze periode ontmoette hij zijn toekomstige echtgenote, Simone Lenaerts. Zij trouwden in 1972 en werden de ouders van twee zonen en een dochter.
Na het beëindigen van zijn studies in 1972 startte Jan Vanriet als leraar tekenen in de Academie voor Beeldende Kunsten in Hoboken. In 1981 werd hij benoemd tot directeur. Hij zou die functie tot 1999 uitoefenen.

## Kunstschilder

### Popart
In zijn beginperiode was Vanriet hoofdzakelijk aquarelschilder. Aanvankelijke schilderde hij in een soort popart-stijl geïnspireerd op het werk van Peter Blake, David Hockney en Richard Hamilton.
Hij kreeg in 1972 zijn eerste solotentoonstelling in de BP Building in Antwerpen en kon in 1973 voor het eerst exposeren in de  galerie De Zwarte Panter van zijn vroegere studiegenoot Adriaan Raemdonck. Onmiddellijk daarna kon hij door bemiddeling van Hughes Pernath samenwerken met met de galerie Lens Fine Art, destijds een van de meest prestigieuze Belgische galerieën, die hem als kunstenaar lanceerde. Deze samenwerking zou tien jaar duren.
In 1974 nam Vanriet deel aan de Biënnale van Menton. Hij kreeg naast exposities in het Paleis voor Schone Kunsten in Brussel ook internationale bekendheid met tentoonstellingen in Milaan, Hannover en Darmstadt. Hij kwam in contact met de vooraanstaande Franse kunsthistoricus en criticus Pierre Restany, die een groot bewonderaar van zijn werk werd.

### Hommages

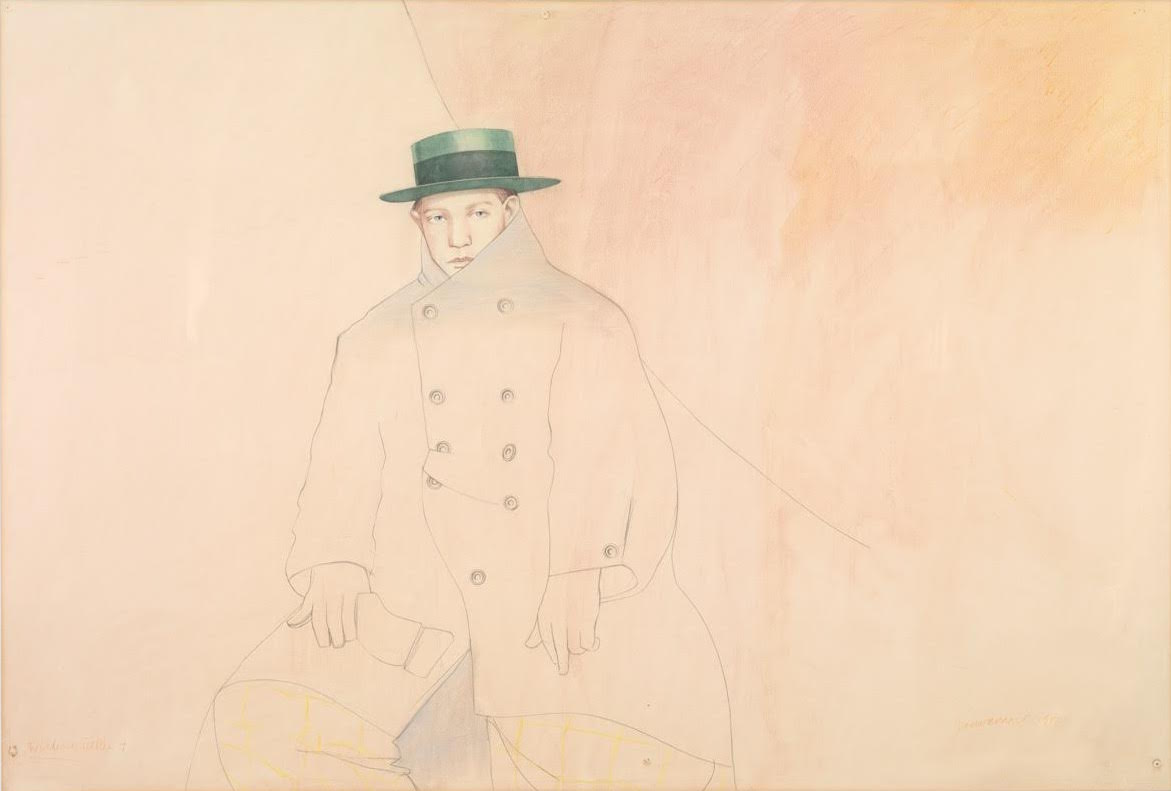
Jan Vanriet: de kunstenaar Vladimir Tatlin, potlood en aquarel, 1980, collectie KMSKA (aangekocht in 1980)

Jan Vanriet werd in 1979 geselecteerd voor de Biënnale van Sao Paulo, waar hij zijn aquarellen tentoonstelde, en kon als gevolg hiervan exposeren in de Wenger Gallery in San Diego, en later in Los Angeles, Bazel en Parijs.
De biënnale van Sao Paulo zorgde voor een kentering in zijn werk. Hij ging hij nu over tot enerzijds hommages aan bekende kunstenaars, zoals aan Matisse en anderzijds tot autobiografisch geïnspireerde werken met portretten van vrienden, herinneringen aan reizen of stillevens.  Deze thema's zouden blijvend aan bod komen in zijn werken. In  september 2024 nam hij ze op in een overzichtstentoonstelling "The Horse, etcera" in De Zwarte Panter.
In Parijs sloot hij in 1982 een contract met de kunstgalerij Isy Brachot die ook een vestiging in Brussel had en die hem de volgende 10 jaar elf solotentoonstellingen zou aanbieden. Pierre Restany schreef de tekst voor Vanriets eerste solotentoonstelling in Galerie Isy Brachot in Parijs.
Vanriet  werd in 1984 geselecteerd om samen met Karel Dierickx en Jan Fabre België te vertegenwoordigen op de Biënnale van Venetië.

### Politieke vervolging als thema

###### 1986: "Portret van een oom"
Rond 1986 schakelde Vanriet over van aquarel naar alkyld, een sneldrogende olieverf. Hierdoor veranderde zijn stijl en kwamen voor het eerst de nieuwe thema's over de gruwel van de concentratiekampen en doctrinaire regimes, in zijn oeuvre met sleutelwerken als "Portret van een oom" en "La Doctrine".

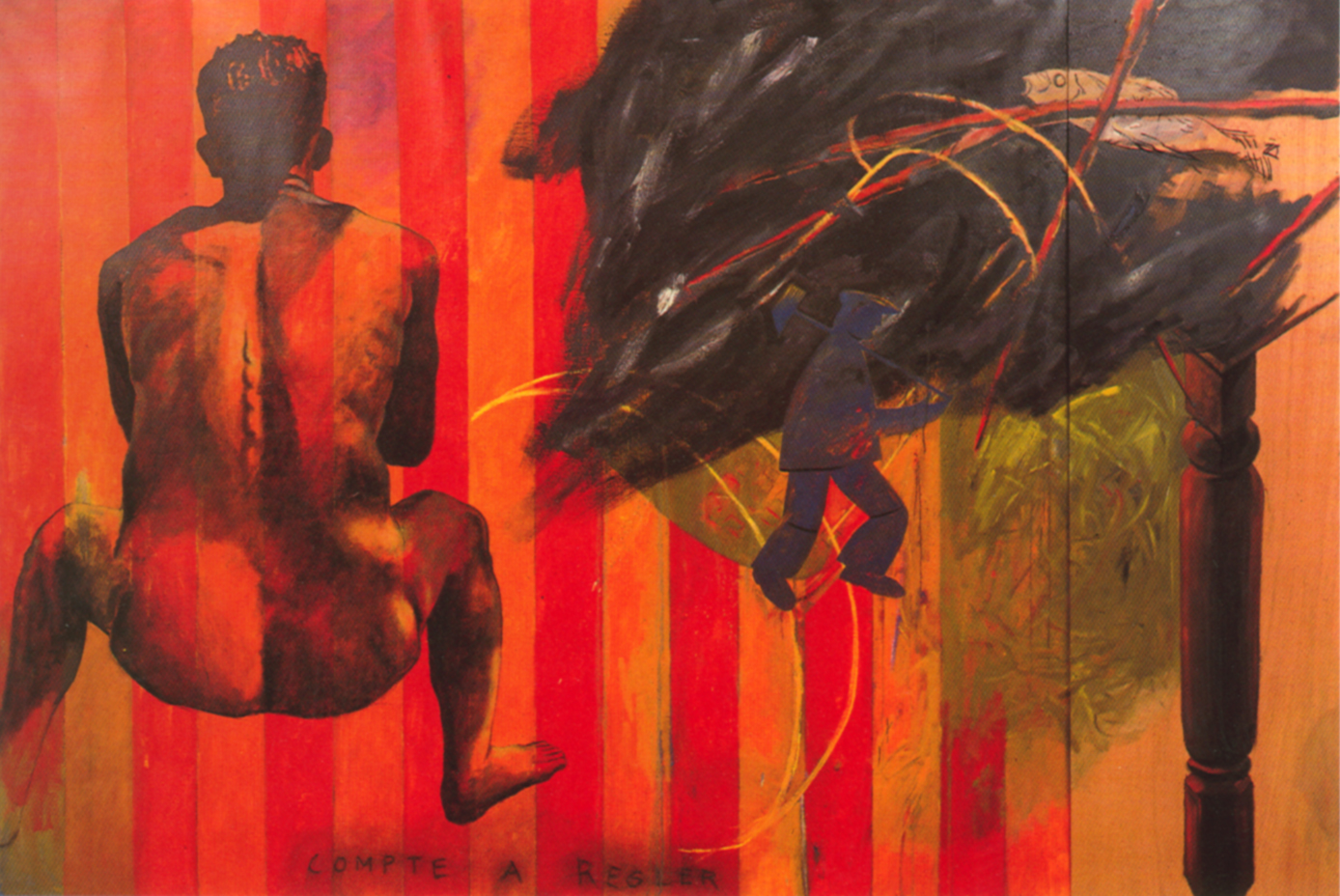
Jan Vanriet, compte à régler, 1988

###### 1988: "Compte à régler"
In 1987 werd hij geselecteerd voor de Olympiad of Arts in Seoul. Zijn monumentaal doek "Compte à règler" uit 1988 werd later opgenomen in de collectie van het Nationaal Museum voor Hedendaagse Kunst van Seoul.

###### 1987-1988: New York: Bernar Venet
In die periode werkte Vanriet twee zomers in New York in het atelier van Bernar Venet. Hij maakte er kennis met de cartoonist David Levine. Hij kreeg opdracht om het portret te maken van de New Yorkse advocaat en kunstmecenas Harry Torczyner.  

###### 1990: Special Prize Art Festival Seoul
In 1990 won hij de Special Prize van het Art Festival Seoul, samen met John Chamberlain en Mimmo Rotella. Hij begon werken te maken op Koreaans hanji papier.

###### 1995: "Volgens Johannes"
Rond 1995 voltooide voltooide Vanriet naast een serie van 50 portretten, de serie "Volgens Johannes", 35 grote werken op Koreaans papier, geïnspireerd op het Evangelie van Johannes, waarvoor de Nederlandse dichter Benno Barnard gedichten onder de titel "De Schipbreukeling" toevoegde, opnieuw een verwijzing naar ontheemden.Transport
Het Stedelijk Prentenkabinet van Antwerpen verwierf de voorbereidende studies van de serie "Voor Johannes". 

###### 2004: "Transport"
Een belangrijke tentoonstelling voor hem persoonlijk rond het thema politieke vervolging vond in 2004 plaats in het Lippisches Landesmuseum in Detmold, waar hij voor het eerst zijn reeks schilderijen "Transport"  uit de periode 1999-2004 toonde. Verschillende daarvan waren geïnspireerd op de tragische gebeurtenissen in de Tweede Wereldoorlog.

###### 2005: "Nathan de Wijze"
Een jaar later, in 2005 presenteerde Vanriet zijn drieluik "Nathan de Wijze" in het historische gebouw van de "Jerusalem International YMCA".

###### 2006-2008: "Dichterdood" en "Meikever, vlieg!"
In 2008 kwam het thema van de gruwel van de Tweede Wereldoorlog terug in de tentoonstelling "Meikever,vlieg!" in Galerie De Zwarte Panter, waarmee Vanriet zijn samenwerking had hernieuwd.  Naar aanleiding van deze tentoonstelling publiceerde Marc Ruyters een nieuwe monografie "Jan Vanriet 1966-2008".   Een eerdere tentoonstelling " Dichterdood" in 2006 in de Zwarte Panter behandelde het lot van avant-gardekunstenaars in Rusland, zoals de dichter Majkovski.

###### 2010: "Closing Time": curator

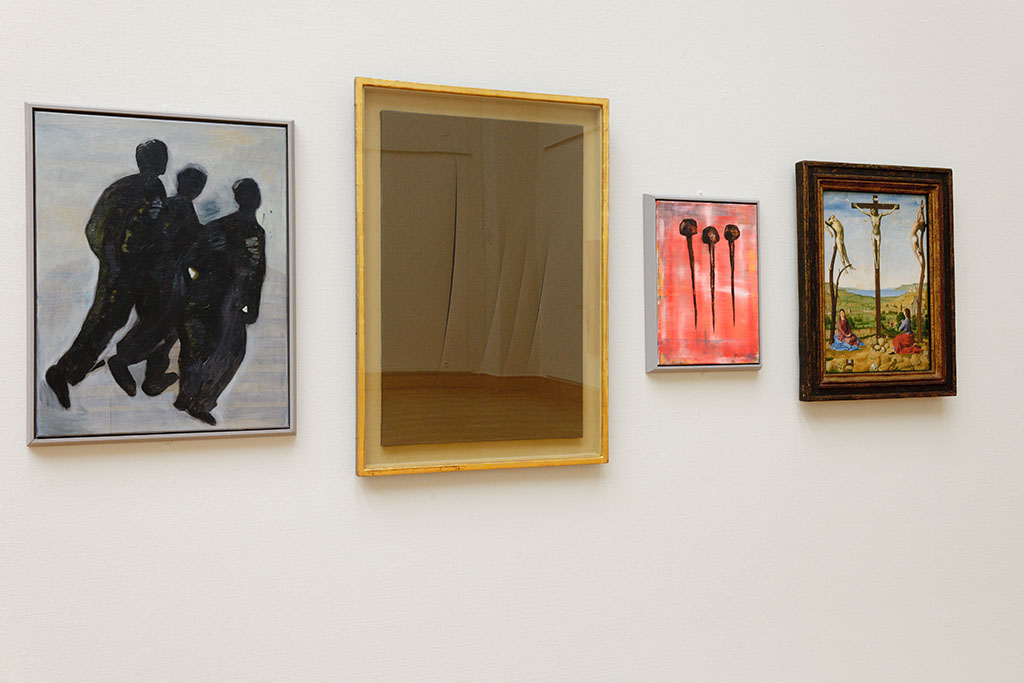
Closing Time, 2010: Vanriets werk met schilderijen van Fontana en Antonello da Messina

In 2010 werd Jan Vanriet door het Koninklijk Museum voor Schone Kunsten van Antwerpen uitgenodigd om de slottentoonstelling van het museum te organiseren vooraleer er grondige renovatiewerken zouden starten. In "Closing Time" confronteerde hij een selectie van 150 meesterwerken uit de collectie van het museum, waaronder werken van Rubens, Van Eyck, Van Dyck, Jordaens, Titiaan en Cranach met 175 van zijn eigen werken. De tentoonstelling kreeg 88.000 bezoekers. 

###### 2012: Samenwerking met Roberto Polo
Jan Vanriet zorgde met "Closed Doors" voor de openingstentoonstelling van de Roberto Polo Gallery in Brussel in november 2012. Het was de start van een intense samenwerking tussen de kunstenaar en de Amerikaanse kunsthistoricus, theoreticus en galeriehouder.  In februari 2015 vernieuwde Roberto Polo zijn galerie, de omvang verdubbelde bijna, en opnieuw was het Vanriet die met een solotentoonstelling, "Vanity", voor de opening mocht instaan.  In 2019  kon hij zijn werken tentoonstellen in het nieuwe museum "Centro de Arte Moderno y Contemporáneo de Castilla-La Mancha – Colección Roberto Polo" naast werken van Kadinsky, Schwitters, Max Ernst en vele anderen.

###### 2013-2015: "Losing Face": Mechelen, Moskou, Warschau

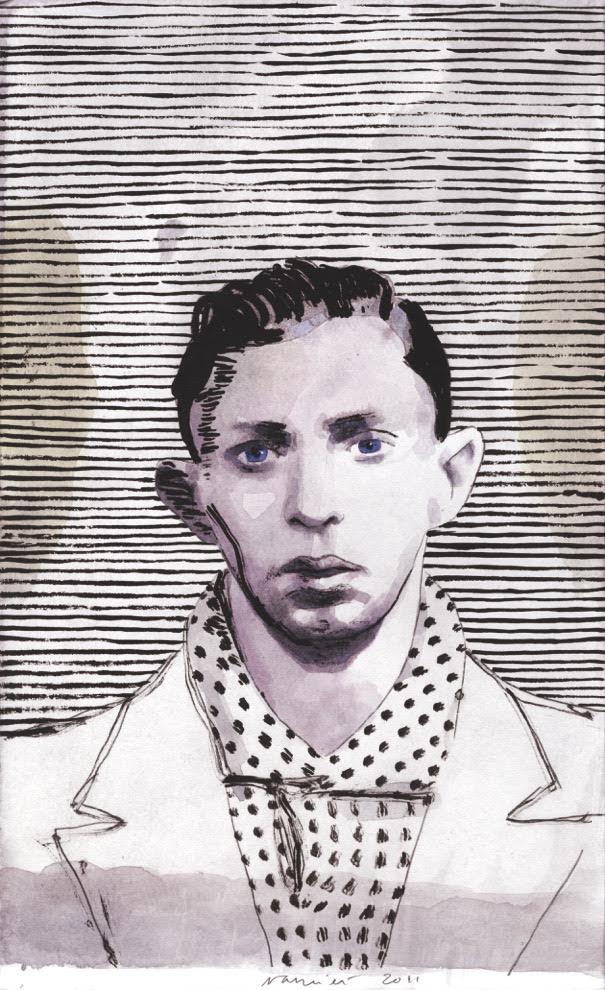
Moszek, aquarel, 2011, uit de reeks "Gezichtsverlies": collectie British Museum Londen

In 2013 was zijn tentoonstelling "Losing Face" ("Gezichtsverlies") te zien in Museum Kazerne Dossin in Mechelen. "Losing Face" was gebaseerd op portretfoto’s van joden en zigeuners die vanuit de Dossinkazerne naar Auschwitz werden gedeporteerd. De Belgische pers riep "Losing Face" uit tot een van de belangrijkste tentoonstellingen van Europa. De Vlaamse auteur Stefan Hertmans en de Hongaarse romanschrijver György Konrád schreven samen de begeleidende publicatie. Het aquarel "Moszek" uit deze reeks werd later opgenomen in de collectie van het British Museum.
In 2015 werd "Losing Face" herhaald in het nieuwe Joods Museum en Tolerantiecentrum van Moskou. Vladimir Poetin was een van de bezoekers van deze tentoonstelling.Het was een andere selectie van de reeks die hij maakte tussen 2009 en 2012 met dit keer vooral slachtoffer van de holocaust die oorspronkelijk uit Oost-Europa en Rusland kwamen. In 2017 reisde de tentoonstelling naar het Joods Museum in Warschau.

###### 2015: Gdansk: "Song of Destiny"
Het Nationaal Museum in Gdansk organiseerde in mei 2015 onder de titel "Song of Destiny" een overzichtstentoonstelling van Vanriets schilderijen uit de periode 1986-2014. Het museum kocht twee van zijn schilderijen aan.

###### 2016: Walsall: "Music Boy"
De overzichtstentoonstelling, The Music Boy in de New Art Gallery in Walsall In januari 2016 was voor Vanriet zijn première in het Verenigd Koninkrijk. Deze tentoonstelling was vernoemd naar zijn oom die accordeon speelde en later in het concentratiekamp werd opgesloten, een van de werken uit "Losing Face".  De gelijknamige tentoonstellingscatalogus bevatte essays van Charlotte Mullins, Andrew Graham-Dixon en Martin Herbert.

###### 2016: Brussel: 'Painting After Postmodernism"
In september 2016 nam Jan Vanriet deel aan 'Painting After Postmodernism" in Brussel, een tentoonstelling van werken van 16 gerenommeerde kunstenaars, 8 Belgen en 8 Amerikanen, samengesteld door Barbara Rose. Deze tentoonstelling was later ook te zien in Malaga en in het Caserta Paleis in Napels.

###### 2023: 50 jaar tentoonstellingen in De Zwarte Panter
In juni 2023 werd Jan Vanriet gelauwerd door de galerie De Zwarte Panter omdat hij er sinds 50 jaar regelmatig exposeerde. Op de tentoonstelling Sleepwalkers, zijn 14de expositie bij De Zwarte Panter, toonde hij ongeveer 40 schilderijen en een aantal aquarellen die samen een soort fictief vervolgverhaal vormden, geïnspireerd op de film "La Notte" uit 1961. 

###### 2024: "Breendonks Blauw"
In 2024 hield hij in het Fort van Breendonk een tentoonstelling "Breendonks Blauw" met 35 werken die een nieuw perspectief boden op de oorlogsgeschiedenis van het Fort.

## Schilder van staatsieportretten
In opdracht van het aartsbisschoppelijk paleis in Mechelen schilderde Vanriet in 2010 het officiële portret van de uittredende kardinaal Godfried Danneels. Het was niet zijn eerste staatsieportret, voordien had hij al het portret van de Antwerpse gouverneur Andries Kinsbergen geschilderd en het portret van rector Pieter De Somer voor de Ceremoniezaal van de universiteit van Leuven.

## Monumentaal kunstenaar
In 1993 was Antwerpen  Culturele Hoofdstad van Europa. Jan Vanriet kreeg een solotentoonstellingen met zijn recent werk in de nieuwe expositiezalen van het Kunstencentrum Elzenveld, maakte een monumentale plafondschildering voor de foyer van de gerestaureerde Bourlaschouwburg en een glasraam in de Wandelzaal van het Stadhuis van Antwerpen.
Ook later zou Vanriet zich regelmatig tonen als monumentaal kunstenaar.  In 2004 schilderde hij een lange gang in het metrostation De Brouckère in Brussel onder de titel "De Stad beweegt in de palm van mijn hand" naar  een gedicht van Benno Barnard. Hij maakte eerder ook al een muurschildering van 85 meter lengte voor de gebouwen van Roularta in Evere en een een muurschildering van 110 meter voor de hoofdzetel van de KBC in Brussel.
In 2018 ontwierp Vanriet een glas-in-loodraam 'Madonna voor gesloten deuren' voor het Holland College in Leuven. Dit glasraam was geïnspireerd op zijn reeks schilderijen en tekeningen "Madonna, Closed Doors" uit de periode 2011 tot 2013, waarin de Madonna geassocieerd werd met een vluchteling die nergens terecht kon.

###### Overzicht monumentale kunstwerken
- Bourla Theater Antwerpen, foyer, plafondschildering[62]

- Electrabel Antwerpen, To The Energy!, drieluik
- Kredietbank Brussel, "Het betoverd domein", muurschildering[27]
- Roularta Media Center, Evere[27]
- Metro De Brouckère Brussel, "The City Moves in the Palm of My hand", muurschildering[63]
- Holland College, Leuven, glasraam [64]
- Stadhuis Antwerpen, Wandelzaal, glasraam[62]
- Holland College Leuven, glasraam[64]

## Ontwerper van Toneeldecors
Jan Vanriet begon vanaf 1986 met het ontwerpen van toneeldecors voor onder andere het Raamtheater, de VRT en KVS-Brussel.

###### Podiumontwerpen
- Raamtheater, Antwerpen [66]
- Geletterde Mensen, theater[67]
- Geletterde Mensen, Behoud de Begeerte, literaire voorstellingen (Madrid, Barcelona, Londen, Amsterdam en Aix-en-Provence)[67]
- VRT (Vlaamse Televisie)[38]
- Koninklijke Vlaamse Schouwburg Brussel (KVS)[38]

## Dichter
In 1967 had hij zijn eerste dichtbundel uitgebracht en in 1979 was hij reeds aan zijn achtste bundel toe. Hij werd beschouwd als een van de dichters van de "Nieuw-Realistische Poëzie in Vlaanderen", gekenmerkt door hun democratische poëzie in heldere taal.  In 1974 schreef hij voor de Vlaamse Radio 3 (nu Radio Klara ) een reeks gedichten onder de titel "Staat van Beleg" die door Bob Porter op muziek werden gezet.
Zijn volgende dichtbundel "Geen hond die brood lust" verscheen in 1984. 
Pas 24 jaar later, in 2008,  verscheen opnieuw een dichtbundel "Stormlicht", maar het duurde tot 2013 vooraleer er een regelmaat in de uitgaven kwam. De uitgeverij Hollands Diep gaf in 2016 "Moederland" uit, een nieuwe dichtbundel van Vanriet, aangevuld met 29 aquarellen.  In 2019 verscheen zijn overzichtswerk "Kouwe kleren. Gedichten 2008-2019".
In de tussenperiodes is hij steeds op regelmatige basis gedichten blijven schrijven, waarvan een aantal in literaire tijdschriften verschenen. Dikwijls was er een verband tussen zijn beeldende kunst en de gedichten die hij schreef.
Hij was goed bevriend met andere dichters zoals Hugo Claus, Eddy van Vliet en Nic van Bruggen.

### Overzicht dichtbundels
- Einde van een tijdrekening (Yang Kahier), poëzie, 1967
- Niemand heeft bezwaar (Yang Kahier), poëzie, 1968
- Met gehavend gemoed, poëzie, 1969
- Met de Ramblers uit vissen, poëzie, 1971
- Vast Tapijt, poëzie, 1973
- Bella Ciao, poëzie, 1974
- Staat van Beleg, poëzie, 1974
- Geen hond die brood lust, poëzie,  1984
- Stormlicht, poëzie, 2008
- Leegstand, poëzie, 2013
- Oud zeer, poëzie, 2014
- Moederland, poëzie, 2014
- Kouwe kleren, gedichten 2008-2019, poëzie, 2019
- Heldenleven, poëzie, 2020
- Pizza en de Dood, poëzie, 2021

## Redacteur, illustrator, columnist

### 1971-1973
In 1971 werd hij het jongste lid van de redactieraad van het invloedrijke maandblad De Nieuwe Maand, een tijdschrift voor politieke vernieuwing, waar een groep ambitieuze politici uit de katholieke en socialistische partijen, waaronder de latere premiers Jean-Luc Dehaene en Wilfried Martens en de latere Europees Commissaris Karel van Miert, ook deel van uitmaakten. Vanriet profileerde zich zeer socialistisch en maakte een onmiskenbaar socialistisch statement door op de frontpagina de socialistische "vuist-met-roos" met de slogan "Wij steunen het Roodboek" te plaatsen. Hierdoor stapten later Jean-Luc Dehaene en nog enkele redacteurs uit de redactieraad.
Hij werd in 1971 medewerker van het literaire blad Revolver van Gerd Segers. Naast de publicatie van gedichten en tekeningen, ontwierp Jan Vanriet de frontpagina van Revolver van 1972 tot de laatste uitgave in 2009.
Hij was in die periode tevens redacteur bij een aantal weekbladen zoals Panorama, Vrij Nederland en het maandblad Avenue. Hij stopte later met deze activiteiten om zich volledig aan zijn kunst te wijden.

### 1997-2003
Hij werd in 1997 actief als tekenaar voor de krant De Morgen en maakte samen met Hugo Claus een dichtbundel met etsen met de titel "De aap in Efese" en liet zich opmerken als illustrator van boeken en ontwerper van affiches. Het aprilnummer van het tijdschrift "Revolver" droeg de titel "Hieronymus" en bestond uit 3 gedichten en 9 afbeeldingen van schilderijen van Jan Vanriet. Dit was een nieuw startpunt in zijn carrière, de voorgaande jaren had hij het gevoel op een dood spoor te zijn terechtgekomen.
Vanaf 2003 werd hij columnist voor Knack.
Vanriet bleef ook later actief als illustrator. In 2020 maakte hij 49 tekeningen voor de nieuwe vertaling van de roman Radetzkymars van Joseph Roth. 

### Overzicht activiteiten als illustrator en columnist (selectie)
- De Morgen: romandagblad van Hugo Claus
- Revolver (literair tijdschrift)

- De Aap van Efese (gedichten van Hugo Claus met etsen van Vanriet)
- Covers van romans uitgegeven door o.a. De Bezige Bij en Le Seuil
- Affiche Vlaamse Boekenbeurs 1999. [79]
- De Morgen: bijlage ZENO [2]
- Knack Weekend: eigen column EenOog
- De Morgen Magazine: Joetoeb, over kunst & cultuur
- Red Rain, korte verhalen van Cees Nooteboom

## Auteur
In 2018 werd "Radeloos geluk" gepubliceerd, een boek van bijna 600 bladzijden dat kan beschouwd worden als zijn memoires. Het was een fragmentarisch overzicht van zijn leven als geëngageerd kunstenaar en schrijver bestaande uit herinneringen aan plaatsen, ontmoetingen met kunstenaars en politici, gebeurtenissen in de kunstwereld en in de politiek, in het bijzonder het vroegere Oostblok, de concentratiekampen waarin zijn familieleden waren terechtgekomen, en zijn visie op de wereld rond hem. Hij uitte zich als fervent verdediger van de artistieke vrijheid en zette zich op een eerder cynische wijze af tegen onder andere activistische kunst, foute galerieën en generatiegenoten die hun idealen hadden verraden om lid te worden van het establishment. Tevens gaf hij kritiek op de evolutie van de socialistische partij waarmee hij had gebroken. Tegelijk beschreef hij zijn bewondering voor het werk van zijn vrienden  Hugo Claus, Cees Nooteboom, Benno Barnard, Remco Campert en Stefan Hertmans en zijn echtgenote Simone Lenaerts.
Recensenten merkten op dat hij zich als kunstenaar als een einzelgänger beschouwde Jan Vanriet is eerder bescheiden van aard en verklaarde zelf al in een vroeger interview met de kunstjournaliste Hilde Van Canneyt dat hij zich niet echt op zijn gemak voelde in de kunstwereld.
De titel "Radeloos geluk" verwees naar mensen die ooit geloofd hadden in een utopie, maar hun illusies waren kwijtgeraakt. Dit boek sloot aan met zijn serie "Ex Voto", een soort biografie met beelden, die hij dat jaar in De Zwarte Panter tentoonstelde. 
In 2021 verscheen zijn eerste roman "Rovers", gevolgd in 2023 met "Bloot verder" en in 2024 met "Spijkers in de Wolken". 

## Erkenning
In 2001 ontving Vanriet de Van Acker Prijs in Brugge. Eerdere laureaten van deze prijs waren onder andere Hugo Claus, Frans Masereel en Roger Raveel.

## Tentoonstellingen
Jan Vanriet kreeg tijdens zijn carrière meer dan 120 solotentoonstellingen en nam deel aan meer dan 150 groepstentoonstellingen, verspreid over België, Europa, Noord- en Zuid-Amerika, Rusland en Korea.

## Musea en collecties (selectie)
- Albertina, Graphische Sammlung,Wenen
- Art Gallery of Greater Victoria, Victoria, Canada
- Belgisch Consulaat-Generaal, Jeruzalem
- Belgische Ambassade, Abidjan
- Belgische Ambassade, Abou Dhabi
- Belgische Ambassade, Bujumbura
- Belgische Ambassade, Zagreb
- Belgische Delegatie United Nations, New York
- British Museum, Londen
- Centro de Arte Moderno y Contemporáneo de Castilla-La Mancha, Colección Roberto Polo, Cuenca
- Centro de Arte Moderno y Contemporáneo de Castilla-La Mancha, Colección Roberto Polo, Toledo
- Collectie Ackermans en van Haaren, Antwerpen
- Collectie AXA corporate collection, Brussel
- Collectie Belfius, Brussel
- Collectie Commerzbank, Brussel
- Collectie Crédit Lyonnais, Brussel
- Collectie Deutsche Bank
- Collectie Fortis, Brussel
- Collectie Petercam, Brussel
- Collectie Universiteit Antwerpen
- Collectie verzekeringsmaatschappij Zürich, Brussel
- Collectie Vrije Universiteit Brussel
- Faculteit Godgeleerdheid, K.U.Leuven
- ING Kunstcollectie (voorheen Collectie Bank Brussel Lambert)
- Hewlett Packard Corporation, Palo Alto, Californië [1]
- Koninklijk Museum voor Schone Kunsten (KMSKA) Antwerpen
- McNay Art Museum te San Antonio (Texas)
- Ministerie voor Buitenlandse Zaken, Brussel
- Ministerie voor Openbare Werken, Brussel
- Mu.ZEE, Kunstmuseum aan zee, Oostende
- Museum en Archief voor het Vlaamse Cultuurleven, Antwerpen
- Museum of Contemporary Art, Seoul (Korea),
- Museum of Contemporary Art, Skopje, North Macedonia
- Museum of the History of Polish Jews, Warschau (Polen)
- Museum Plantin Moretus, Antwerpen
- Museum van Hedendaagse Kunst (Muhka), Antwerpen
- National Museum of Contemporary Art, La Jolla (Californië)
- Literatuurmuseum, Den Haag
- Paleis der Natie, Brussel
- Prentenkabinet, Koninklijke Bibliotheek, Brussel
- Provinciehuis, Antwerpen
- San Diego Museum of Art (Californië)
- Stadhuis, Antwerpen
- Stedelijk Prentenkabinet, Antwerpen
- The New Art Gallery, Walsall (Verenigd Koninkrijk)
- The Phoebus Foundation, Antwerpen

## Monografieën
- De Jamaïcaans-Engelse schrijver, dichter en kunstcriticus Edward Lucie-Smith publiceerde in 1982 een monografie over zijn werk.[94]
- In 1990 publiceerde het Ministerie van de Vlaamse Gemeenschap zijn monografie geschreven door Willy Juwet.[95]
- In 1996 verscheen het werk "Jan Vanriet: schilderijen 1984-1996" van auteur Freddy Devree.[96]
- Marc Ruyters schreef in 2008 de monografie "Jan Vanriet. Parcours 1966 - 2008".[97]

## Externe Links
- RKD profiel
- Website van de kunstenaar
- Schrijversgewijs: Jan Vanriet